# Сарапульский уезд
Сара́пульский уе́зд — административно-территориальная единица в составе Вятской и Пермской губерний, существовавшая в 1780—1923 годах. 
Уездный город — Сарапул. Уезд находился в юго-восточной части губернии, на площади 13 108,1 квадратных вёрст или 1 365 427 десятин, и был перерезан увалами. Через Сарапульский уезд протекала река Кама с притоками (Сива, Иж и другими). На 1900 год леса занимали почти 48 % территории удобных земель уезда, пашня составляла 43 %, прочие угодья (усадьбы, выгоны и сенокосы) — 9 %.

## История
Уезд образован 22 сентября 1780 года в составе Вятского наместничества (с 1796 года — Вятской губернии), хотя в актах Русского государства XVII века местность около Сарапула всегда называлась Сарапульским уездом.
В 1897 году в уезде жили 408 058 человек, в том числе русские — 290 828, удмурты — 97 827, татары — 7 226, башкиры — 5 100 и другие. На 1909 год 387 000 жителей: великорусы (около 70 %), вотяки (с 25 %), татары, башкиры, тептяри. 
3 июля 1920 года северные и западные волости уезда были включены во вновь образованную Вотскую АО, где вошли в состав Ижевского и Дебёсского уездов. 
5 января 1921 года Постановлением ВЦИК Агрызская и Исенбаевская волости были переданы Татарской АССР, а Мушаковская волость Елабужского уезда передана в Сарапульский уезд. Также Сарапульский уезд отошёл к Пермской губернии.
3 ноября 1923 года в ходе территориальной реформы, территория Пермской губернии была присоединена к Уральской области, уезд был расформирован, а его территория вошла во вновь образованный Сарапульский округ Уральской области.

## Административное деление

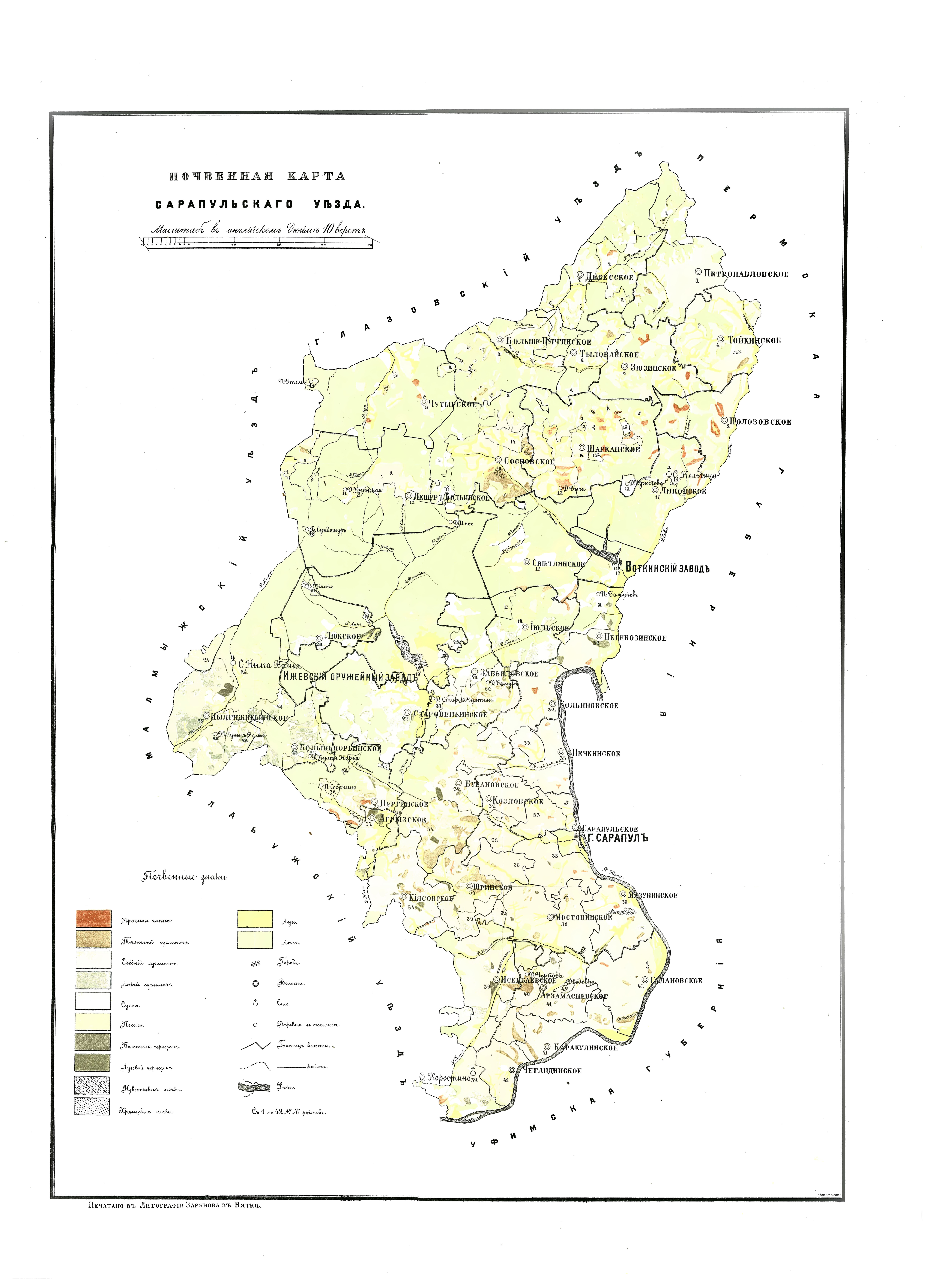
Почвенная карта Сарапульского уезда 1892 года

Административно-территориальное деление уезда на 1915 год:
| Наименование                | Административный центр | Население | Сельских обществ | Селений | Дворов |
| --------------------------- | ---------------------- | --------- | ---------------- | ------- | ------ |
| І стан (село Дебёссы)       |                        |           |                  |         |        |
| Дебёсская волость           | село Дебёссы           | 12 283    | 13               | 49      | 2100   |
| Петропавловская волость     | Петропавловское        | 13 517    | 10               | 68      | 2375   |
| Тыловайская волость         | Тыловай                | 10 175    | 8                | 38      | 1370   |
| Большепургинская волость    | Большая Пурга          | 8 065     | 11               | 42      | 1300   |
| Чутырская волость           | Чутырское              | 8 258     | 9                | 35      | 1190   |
| Тойкинская волость          | Тойкино                | 8 356     | 9                | 20      | 1560   |
| ІI стан (село Шаркан)       |                        |           |                  |         |        |
| Шарканская волость          | Шаркан                 | 24 613    | 20               | 64      | 3396   |
| Сосновская волость          | Сосновка               | 16 548    | 17               | 54      | 2242   |
| Зюзинская волость           | Зюзино                 | 12 183    | 11               | 36      | 1551   |
| Якшур-Бодьинская волость    | Якшур-Бодья            | 11 560    | 15               | 49      | 1709   |
| Нижне-Лыпская волость       | Нижний Лып             | 4 361     | 5                | 7       | 763    |
| Полозовская волость         | Полозово               | 5 268     | 8                | 9       | 1049   |
| ІII стан (Воткинский завод) |                        |           |                  |         |        |
| Камская волость             |                        | 7 366     | 11               | 20      | 1413   |
| Галевская волость           | Галево                 | 1 804     | 3                | 7       | 327    |
| Кельчинская волость         | Кельчино               | 8 404     | 10               | 20      | 1610   |
| Светлянская волость         | Светлянское            | 9 353     | 10               | 15      | 1711   |
| Июльская волость            | Июльское               | 7 681     | 10               | 23      | 1475   |
| Перевозинская волость       | Перевозное             | 9 959     | 10               | 20      | 1670   |
| ІV стан (Ижевский завод)    |                        |           |                  |         |        |
| Ижевско-Нагорная волость    | Ижевский завод         | 4 978     | 18               | 15      | 583    |
| Ижевско-Заречная волость    | Ижевский завод         | 532       | 2                | 6       | 86     |
| Люкская волость             | село Люк               | 5 476     | 6                | 10      | 805    |
| Нылгижикьинская волость     | Нылга-Жикья            | 13 944    | 23               | 55      | 2256   |
| Кыйлудская волость          |                        | 5 055     | 6                | 17      | 786    |
| Старовеньинская волость     | Старая Венья           | 11 138    | 15               | 25      | 1681   |
| Завьяловская волость        | село Завьялово         | 14 377    | 25               | 39      | 2512   |
| Больше-Норьинская волость   | Большая Норья          | 7 984     | 16               | 24      | 1184   |
| V стан (деревня Агрыз)      |                        |           |                  |         |        |
| Агрызская волость           | Агрыз                  | 5 579     | 3                | 3       | 914    |
| Пургинская волость          | Пурга                  | 6 559     | 7                | 25      | 1071   |
| Бурановская волость         | село Бураново          | 13 105    | 14               | 33      | 2155   |
| Юринская волость            | Юрино                  | 9 980     | 10               | 28      | 1811   |
| Киясовская волость          | село Киясово           | 10 949    | 8                | 18      | 1598   |
| VI стан (город Сарапул)     |                        |           |                  |         |        |
| Сарапульская волость        |                        | 15 848    | 15               | 39      | 2828   |
| Нечкинская волость          | село Нечкино           | 6 135     | 6                | 18      | 1108   |
| Гольянская волость          | село Гольяны           | 7 750     | 10               | 19      | 1366   |
| Козловская волость          | село Козлово           | 8 235     | 14               | 22      | 1331   |
| Мазунинская волость         | село Мазунино          | 6 709     | 6                | 14      | 1355   |
| VII стан                    |                        |           |                  |         |        |

## Экономика
Леса занимали почти 48 % территории удобных земель уезда, пашня составляла 43 %, прочие угодья (усадьбы, выгоны и сенокосы) — 9 %. В уезде народ занимался земледелием выращивая в основном рожь, пшеницу, овес, ячмень, полбу, лён и другие культуры, ведя улучшенные способы обработки земли, травосеяние.  Также народ занимался отхожим и кустарным промыслом, обработкой металлов, были земские мастерские. В Сарапольском уезде на начало XX века было 73 фабрики и завода, с производством товаров в 7 000 000 рублей. Крупные заводские селения: Воткинское (22 000 жителей), Ижевское (41 000 жителей).